# NGC 6182
NGC 6182 is een spiraalvormig sterrenstelsel in het sterrenbeeld Draak. Het hemelobject werd op 24 april 1789 ontdekt door de Duits-Britse astronoom William Herschel.

## Synoniemen
- UGC 10424
- MCG 9-27-48
- ZWG 276.24
- PGC 58338